# Giovanni Vincenti (militare)
Giovanni Vincenti (Piazza al Serchio, 1908 – Popowka, 20 gennaio 1943) è stato un militare italiano insignito della medaglia d'oro al valor militare alla memoria nel corso della seconda guerra mondiale.

## Biografia
Nacque a Piazza al Serchio, provincia di Lucca, nel 1908, figlio di Giulia. Di professione minatore, nel 1930 fu chiamato a prestare servizio militare di leva nel Regio Esercito assegnato in servizio al 2º Reggimento alpini raggiungendo il grado di caporale maggiore. Posto in congedo, nel dicembre 1939, a seconda guerra mondiale già iniziata, venne richiamato in servizio attivo con il grado di sergente. Assegnato alla 106ª Compagnia armi di accompagnamento del battaglione alpini "Saluzzo", dal 10 giugno 1940 partecipò alle operazioni di guerra sulla frontiera alpina occidentale e in seguito, dal dicembre dello stesso anno, alla campagna militare contro la Grecia. Promosso sergente maggiore, nell’agosto 1942, partiva per l'Unione Sovietica al seguito del suo reggimento inquadrato nell'ARMIR. Il 20 gennaio 1943, salvando un pezzo d'artiglieria controcarro da 47/32, viene mortalmente ferito da una raffica di mitragliatrice. Fu insignito della medaglia d'oro al valor militare alla memoria.